# Bosc Nacional Arapaho
El Bosc Nacional Arapaho (Arapaho National Forest) és localitzat a Colorado (Estats Units) enclavat a les muntanyes Rocoses. Inclou sis àrees salvatges. Actualment es gestiona conjuntament amb el Bosc Nacional Roosevelt i la Praderia Nacional Pawnee. El camí pavimentat més alt d'Amèrica del Nord ascendeix el mont Evans cap a 4.348 metres dins del seus límits.